# IC 2738
IC 2738 ist eine Linsenförmige Galaxie vom Hubble-Typ S0/a im Sternbild Großer Bär am Nordsternhimmel. Sie ist schätzungsweise 469 Millionen Lichtjahre von der Milchstraße entfernt und hat einen Durchmesser von etwa 95.000 Lichtjahren.
Im selben Himmelsareal befinden sich u. a. die Galaxien IC 2735, IC 2744, IC 2751.
Die Typ-Ia-Supernova SN 2009ee wurde hier beobachtet.
Das Objekt wurde am 22. Mai 1903 von Stéphane Javelle entdeckt.